# Resolución del ajedrez
La resolución del ajedrez es el proceso por el cual se busca encontrar una estrategia óptima para jugar al ajedrez, es decir, una mediante la cual uno de los jugadores (blanco o negro) siempre puede forzar una victoria, o ambos pueden forzar las tablas (ver juego resuelto). También significa resolver de forma más general juegos similares al ajedrez (es decir, juegos combinatorios de información perfecta), como el ajedrez infinito. Según el teorema de Zermelo, existe una estrategia óptima determinable para el ajedrez y otros juegos similares.
En un sentido más débil, resolver el ajedrez puede referirse a demostrar cuál de los tres resultados posibles (las blancas ganan; las negras ganan; empate) es el resultado de dos jugadores perfectos, sin revelar necesariamente la estrategia óptima en sí misma (ver prueba por contradicción).
No se conoce una solución completa para el ajedrez en ninguno de los dos sentidos, ni se espera que el ajedrez se resuelva en un futuro próximo. Existe un desacuerdo sobre si el actual crecimiento exponencial de la potencia informática continuará el tiempo suficiente para permitir algún día resolverlo por "fuerza bruta", es decir, comprobando todas las posibilidades.

## Resultados parciales
|       |    |       |       |    |       |    |       |    |  |
|       | a8 | b8    | c8    | d8 | e8    | f8 | g8    | h8 |  |
| a7 rd | b7 | c7    | d7    | e7 | f7    | g7 | h7 nd |    |  |
| a6    | b6 | c6 ql | d6    | e6 | f6    | g6 | h6    |    |  |
| a5    | b5 | c5    | d5    | e5 | f5    | g5 | h5    |    |  |
| a4    | b4 | c4    | d4    | e4 | f4 kd | g4 | h4    |    |  |
| a3    | b3 | c3    | d3 kl | e3 | f3    | g3 | h3    |    |  |
| a2    | b2 | c2    | d2    | e2 | f2    | g2 | h2 nl |    |  |
| a1    | b1 | c1    | d1 bd | e1 | f1    | g1 | h1 qd |    |  |
|       |    |       |       |    |       |    |       |    |  |

Las tablas de finales han resuelto el ajedrez en un grado limitado, lo que determina el juego perfecto en una serie de finales, incluidos todos los finales no triviales con no más de siete piezas o peones (incluidos los dos reyes).
Una consecuencia del desarrollo de la base de la mesa de finales de 7 piezas es que se han encontrado muchos finales teóricos interesantes de ajedrez. Un ejemplo es una posición de "mate en 546", que con un juego perfecto es un jaque mate forzado en 546 movimientos, ignorando la regla de los 50 movimientos. Tal posición está más allá de la capacidad de resolución de cualquier humano, y ningún motor de ajedrez la juega correctamente sin acceso a la base de finales.

## Predicciones sobre cuándo/si se resolverá el ajedrez
El teórico de la información Claude Shannon argumentó en 1951 que no es factible que ninguna computadora realmente resuelva el ajedrez, ya que necesitaría comparar unas 10120 jugadas posibles o tener un "diccionario" que denota un movimiento óptimo para cada una de las 1043 posiciones posibles en el tablero. Por tanto, es teóricamente posible resolver el ajedrez, pero el marco de tiempo requerido (según Shannon, 1090 años) pone esta posibilidad más allá de los límites de cualquier tecnología factible.
Sin embargo, el número de operaciones matemáticas necesarias para resolver el ajedrez puede ser significativamente diferente del número de operaciones necesarias para producir el árbol de juego completo del ajedrez. En particular, si las blancas tienen una victoria forzada, solo un subconjunto del árbol de juego requeriría una evaluación para confirmar que existe una victoria forzada (es decir, sin refutaciones de las negras). Además, el cálculo de Shannon para la complejidad del ajedrez asume una duración promedio del juego de 40 movimientos, pero no hay una base matemática para decir que una victoria forzada por cualquiera de los lados tendría alguna relación con la duración del juego. De hecho, algunos juegos jugados por expertos (juego de nivel de gran maestro) han sido tan cortos como 16 movimientos. Por estas razones, los matemáticos y teóricos de los juegos se han mostrado reacios a afirmar categóricamente que resolver el ajedrez es un problema insoluble.
Hans-Joachim Bremermann, profesor de matemáticas y biofísica de la Universidad de California en Berkeley, argumentó además en un artículo de 1965 que "la velocidad, la memoria y la capacidad de procesamiento de cualquier posible equipo informático futuro están limitadas por barreras físicas específicas: la barrera de la velocidad de la luz, la barrera cuántica y la barrera termodinámica. Estas limitaciones implican, por ejemplo, que ninguna computadora, cualquiera que sea su construcción, podrá examinar el árbol completo de posibles secuencias de movimientos del juego de ajedrez ". No obstante, Bremermann no descartó la posibilidad de que una computadora algún día pudiera resolver el ajedrez. Escribió: "Para que una computadora juegue un juego perfecto o casi perfecto, será necesario analizar el juego por completo ... o analizar el juego de una manera aproximada y combinar esto con una cantidad limitada de búsqueda de árboles. ... Sin embargo, todavía falta una comprensión teórica de dicha programación heurística."
Los avances científicos recientes no han cambiado significativamente estas evaluaciones. El juego de damas se resolvió (débilmente) en 2007, pero tiene aproximadamente la raíz cuadrada del número de posiciones en el ajedrez. Jonathan Schaeffer, el científico que dirigió el esfuerzo, dijo que se necesitaría un avance como la computación cuántica antes de que se pudiera intentar resolver el ajedrez, pero no descarta la posibilidad, diciendo que lo único que aprendió de su esfuerzo de 16 años de resolver damas "es nunca subestimar los avances tecnológicos".

## Variantes de ajedrez
Se han resuelto algunas variantes de ajedrez que son más sencillas que el ajedrez. Una estrategia ganadora para las negras en Maharajah y los cipayos se puede memorizar fácilmente. La variante 5 × 5 del miniajedrez de Gardner se ha resuelto débilmente como un empate. Aunque el ajedrez pierde-gana se juega en un tablero de 8x8, su regla de captura forzada limita en gran medida su complejidad y un análisis computacional logró resolver débilmente esta variante como una victoria para las blancas.
La perspectiva de resolver juegos individuales, específicos, similares al ajedrez se vuelve más difícil a medida que aumenta el tamaño del tablero, como en variantes de ajedrez con tablero grande, y el ajedrez infinito.